# Laurel (Maryland)
Laurel é uma cidade localizada no estado americano de Maryland, no Condado de Prince George's.

## Demografia
Segundo o censo americano de 2000, a sua população era de 19.960 habitantes.
Em 2006, foi estimada uma população de 21.945, um aumento de 1985 (9.9%).

## Geografia
De acordo com o United States Census Bureau tem uma área de
9,9 km², dos quais 9,8 km² cobertos por terra e 0,1 km² cobertos por água. Laurel localiza-se a aproximadamente 64 m acima do nível do mar.

## Localidades na vizinhança
O diagrama seguinte representa as localidades num raio de 8 km ao redor de Laurel.